# Contres (Cher)
Pour les articles homonymes, voir Contres.
Contres est une commune française située dans le département du Cher en région Centre-Val de Loire.

### Hydrographie

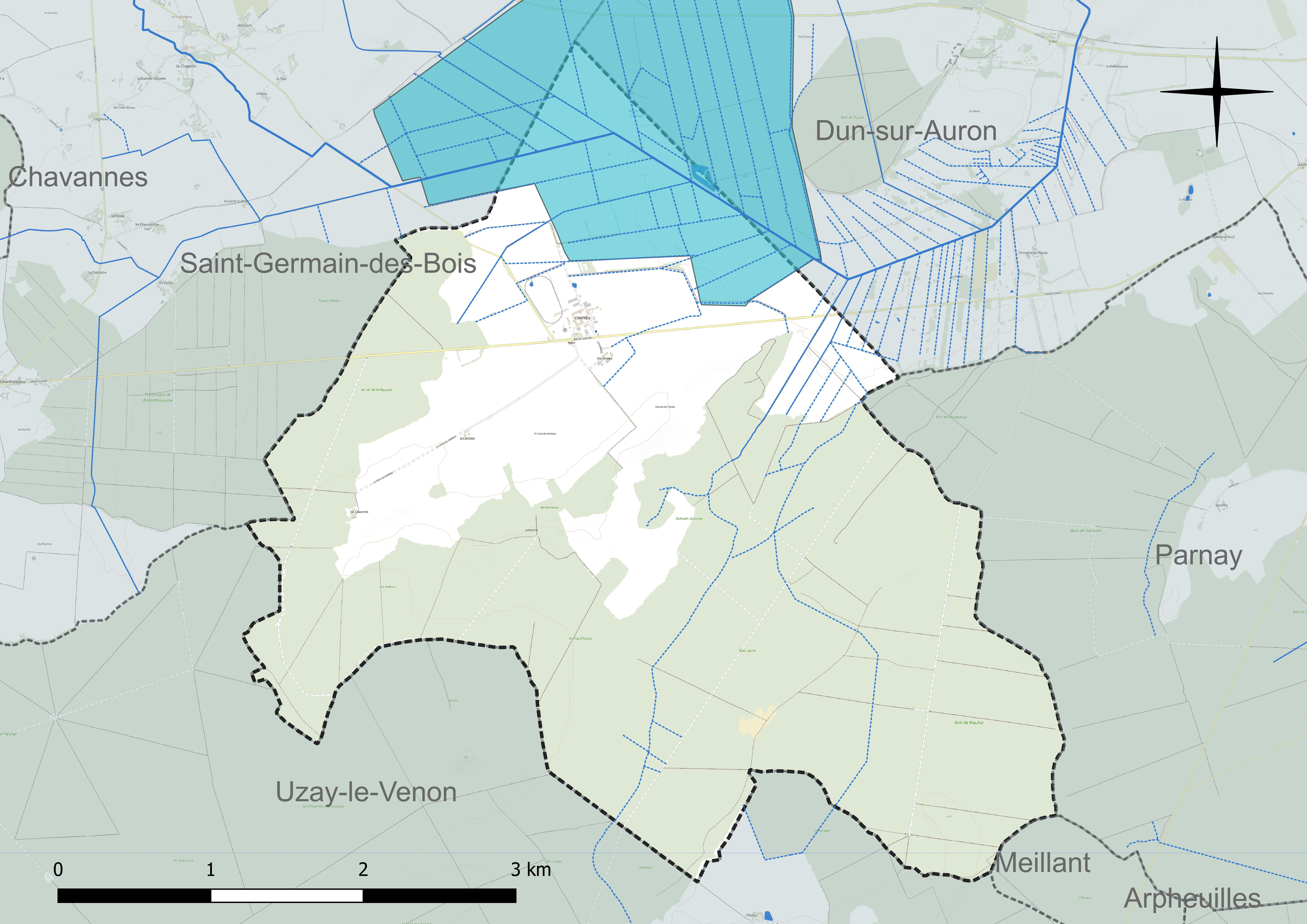
Carte du réseau hydrographique de la commune.

## Géographie

### Communes limitrophes
Les communes limitrophes sont  Dun-sur-Auron, Meillant, Parnay, Saint-Germain-des-Bois et Uzay-le-Venon.

### Climat
Pour des articles plus généraux, voir Climat du Centre-Val de Loire et Climat du Cher.
En 2010, le climat de la commune est de type climat océanique dégradé des plaines du Centre et du Nord, selon une étude du CNRS s'appuyant sur une série de données couvrant la période 1971-2000. En 2020, Météo-France publie une typologie des climats de la France métropolitaine dans laquelle la commune est exposée à un climat océanique altéré et est dans une zone de transition entre les régions climatiques « Centre et contreforts nord du Massif Central » et « Ouest et nord-ouest du Massif Central ».
Pour la période 1971-2000, la température annuelle moyenne est de 11,1 °C, avec une amplitude thermique annuelle de 15,1 °C. Le cumul annuel moyen de précipitations est de 757 mm, avec 11,5 jours de précipitations en janvier et 7,4 jours en juillet. Pour la période 1991-2020, la température moyenne annuelle observée sur la station météorologique la plus proche, située sur la commune de Dun-sur-Auron à 7 km à vol d'oiseau, est de 12,0 °C et le cumul annuel moyen de précipitations est de 785,3 mm,. Pour l'avenir, les paramètres climatiques de la commune estimés pour 2050 selon différents scénarios d'émission de gaz à effet de serre sont consultables sur un site dédié publié par Météo-France en novembre 2022.

## Urbanisme

### Typologie
Au 1er janvier 2024, Contres est catégorisée commune rurale à habitat très dispersé, selon la nouvelle grille communale de densité à 7 niveaux définie par l'Insee en 2022.
Elle est située hors unité urbaine. Par ailleurs la commune fait partie de l'aire d'attraction de Bourges, dont elle est une commune de la couronne,. Cette aire, qui regroupe 111 communes, est catégorisée dans les aires de 50 000 à moins de 200 000 habitants,.

### Occupation des sols

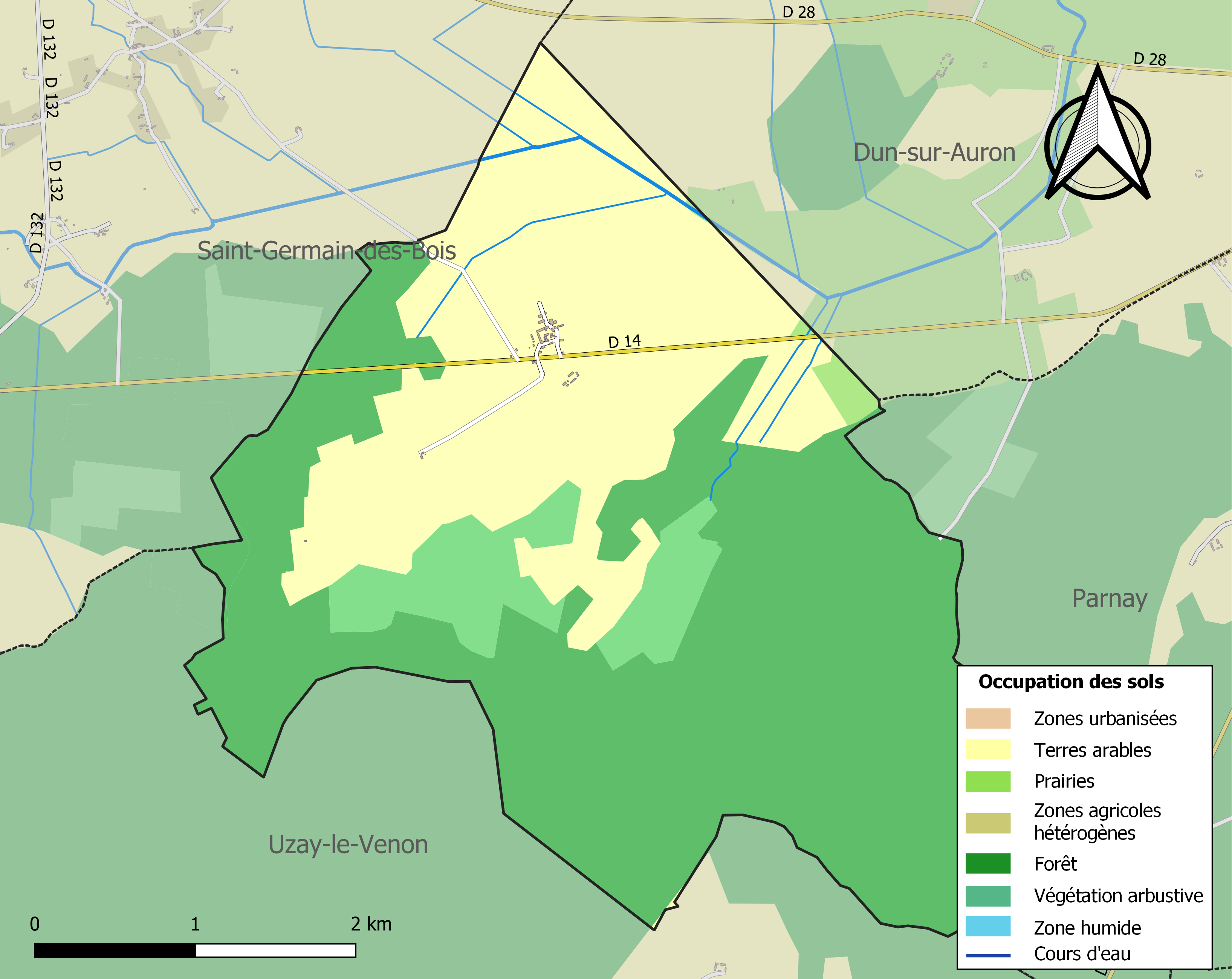
Carte des infrastructures et de l'occupation des sols de la commune en 2018 (CLC).

L'occupation des sols de la commune, telle qu'elle ressort de la base de données européenne d’occupation biophysique des sols Corine Land Cover (CLC), est marquée par l'importance des forêts et milieux semi-naturels (63,8 % en 2018), une proportion sensiblement équivalente à celle de 1990 (63,3 %). La répartition détaillée en 2018 est la suivante : 
forêts (56,6 %), terres arables (35,6 %), milieux à végétation arbustive et/ou herbacée (7,1 %), prairies (0,6 %).
L'évolution de l’occupation des sols de la commune et de ses infrastructures peut être observée sur les différentes représentations cartographiques du territoire : la carte de Cassini (XVIIIe siècle), la carte d'état-major (1820-1866) et les cartes ou photos aériennes de l'IGN pour la période actuelle (1950 à aujourd'hui).

### Habitat et logement
En 2020, le nombre total de logements dans la commune était de 14, alors qu'il était de 15 en 2015 et de 14 en 2010.
Parmi ces logements, 85,7 % étaient des résidences principales, 0 % des résidences secondaires et 14,3 % des logements vacants. Ces logements étaient pour 100 % d'entre eux des maisons individuelles et pour 0 % des appartements.
Le tableau ci-dessous présente la typologie des logements à Contres en 2020 en comparaison avec celle du Cher et de la France entière. Une caractéristique marquante du parc de logements est ainsi l'absence de résidences secondaires et logements occasionnels, à comparer aux proportions départementales (7,6 %) et nationales (9,7 %). Concernant le statut d'occupation de ces logements, 83,3 % des habitants de la commune sont propriétaires de leur logement (76,9 % en 2015), contre 67,1 % pour le Cher et 57,5 pour la France entière.
| Typologie                                               | Contres | Cher | France entière |
| ------------------------------------------------------- | ------- | ---- | -------------- |
| Résidences principales (en %)                           | 85,7    | 79,5 | 82,1           |
| Résidences secondaires et logements occasionnels (en %) | 0       | 7,6  | 9,7            |
| Logements vacants (en %)                                | 14,3    | 12,9 | 8,2            |

### Risques naturels et technologiques
Le territoire de la commune de Contres est vulnérable à différents aléas naturels : météorologiques (tempête, orage, neige, grand froid, canicule ou sécheresse), mouvements de terrains et séisme (sismicité faible). Un site publié par le BRGM permet d'évaluer simplement et rapidement les risques d'un bien localisé soit par son adresse soit par le numéro de sa parcelle.

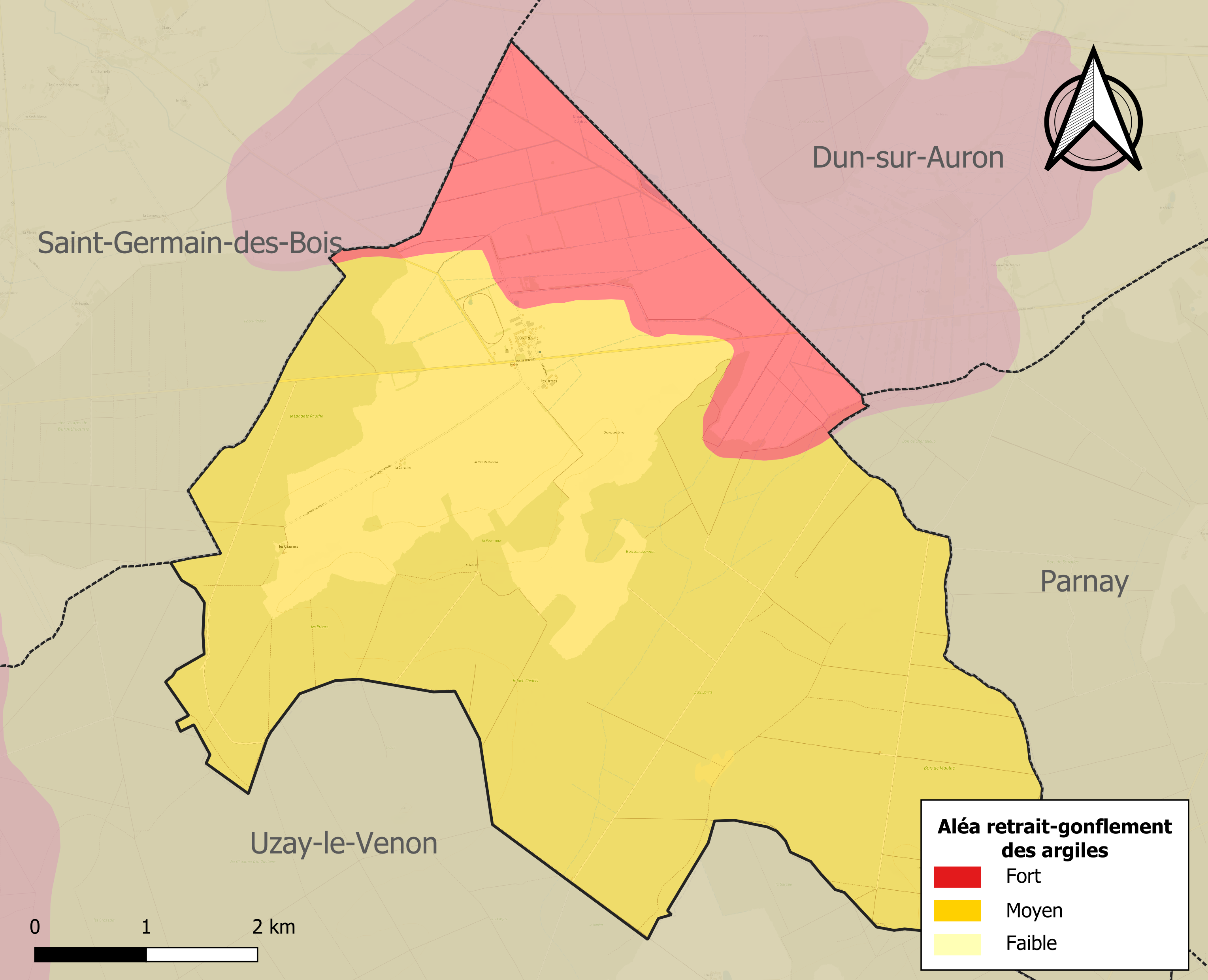
Carte des zones d'aléa retrait-gonflement des sols argileux de Contres.

La commune est vulnérable au risque de mouvements de terrains constitué principalement du retrait-gonflement des sols argileux. Cet aléa est susceptible d'engendrer des dommages importants aux bâtiments en cas d’alternance de périodes de sécheresse et de pluie. La totalité de la commune est en aléa moyen ou fort (90 % au niveau départemental et 48,5 % au niveau national). Sur les 14 bâtiments dénombrés sur la commune en 2019, 14 sont en aléa moyen ou fort, soit 100 %, à comparer aux 83 % au niveau départemental et 54 % au niveau national. Une cartographie de l'exposition du territoire national au retrait gonflement des sols argileux est disponible sur le site du BRGM,.
Concernant les mouvements de terrains, la commune a été reconnue en état de catastrophe naturelle au titre des dommages causés par des mouvements de terrain en 1999.

## Politique et administration

### Rattachements administratifs et électoraux

#### Rattachements administratifs
La commune se trouve dans l'arrondissement de Saint-Amand-Montrond du département du Cher.
Elle faisait partie depuis 1793 du canton de Dun-sur-Auron. Dans le cadre du redécoupage cantonal de 2014 en France, cette circonscription administrative territoriale a disparu, et le canton n'est plus qu'une circonscription électorale.

#### Rattachements électoraux
Pour les élections départementales, la commune fait partie depuis 2014 d'un nouveau  canton de Dun-sur-Auron porté de 12 à 32 communes.
Pour l'élection des députés, elle fait partie de la troisième circonscription du Cher.

### Intercommunalité
Contres  est membre de la communauté de communes Le Dunois, un établissement public de coopération intercommunale (EPCI) à fiscalité propre créé fin 2000 et auquel la commune a transféré un certain nombre de ses compétences, dans les conditions déterminées par le code général des collectivités territoriales.

### Liste des maires
| Période                                  | Période      | Identité           | Étiquette | Qualité                                                                    |
| ---------------------------------------- | ------------ | ------------------ | --------- | -------------------------------------------------------------------------- |
| Les données manquantes sont à compléter. |              |                    |           |                                                                            |
|                                          |              |                    |           |                                                                            |
|                                          | 1983         | Bernard Leclerc    |           |                                                                            |
| 1983                                     | 1999         | Daniel Bourret     |           |                                                                            |
|                                          |              |                    |           |                                                                            |
| mars 2001                                | mars 2014    | Daniel Bourret     |           |                                                                            |
| mars 2014                                | février 2024 | Sylvie Boguslawski |           | Employée civile ou agent de service de la fonction publique Démissionnaire |
| février 2024                             | En cours     | Rémi Bourret       |           | Fils de Daniel Bourret                                                     |

## Démographie
L'évolution du nombre d'habitants est connue à travers les recensements de la population effectués dans la commune depuis 1793. Pour les communes de moins de 10 000 habitants, une enquête de recensement portant sur toute la population est réalisée tous les cinq ans, les populations de référence des années intermédiaires étant quant à elles estimées par interpolation ou extrapolation. Pour la commune, le premier recensement exhaustif entrant dans le cadre du nouveau dispositif a été réalisé en 2005.

En 2022, la commune comptait 34 habitants, en évolution de +3,03 % par rapport à 2016 (Cher : −2,48 %, France hors Mayotte : +2,11 %).
| 1793 | 1800 | 1806 | 1821 | 1831 | 1836 | 1841 | 1846 | 1851 |
| ---- | ---- | ---- | ---- | ---- | ---- | ---- | ---- | ---- |
| 109  | 199  | 267  | 97   | 110  | 88   | 67   | 55   | 69   |

| 1856 | 1861 | 1866 | 1872 | 1876 | 1881 | 1886 | 1891 | 1896 |
| ---- | ---- | ---- | ---- | ---- | ---- | ---- | ---- | ---- |
| 83   | 74   | 72   | 57   | 62   | 49   | 67   | 78   | 61   |

| 1901 | 1906 | 1911 | 1921 | 1926 | 1931 | 1936 | 1946 | 1954 |
| ---- | ---- | ---- | ---- | ---- | ---- | ---- | ---- | ---- |
| 64   | 56   | 65   | 52   | 60   | 52   | 48   | 64   | 49   |

| 1962 | 1968 | 1975 | 1982 | 1990 | 1999 | 2005 | 2006 | 2010 |
| ---- | ---- | ---- | ---- | ---- | ---- | ---- | ---- | ---- |
| 51   | 56   | 26   | 21   | 28   | 31   | 29   | 28   | 35   |

| 2015 | 2020 | 2022 | - | - | - | - | - | - |
| ---- | ---- | ---- | - | - | - | - | - | - |
| 33   | 33   | 34   | - | - | - | - | - | - |

## Pour approfondir